# Philippe Mercier (Maler)

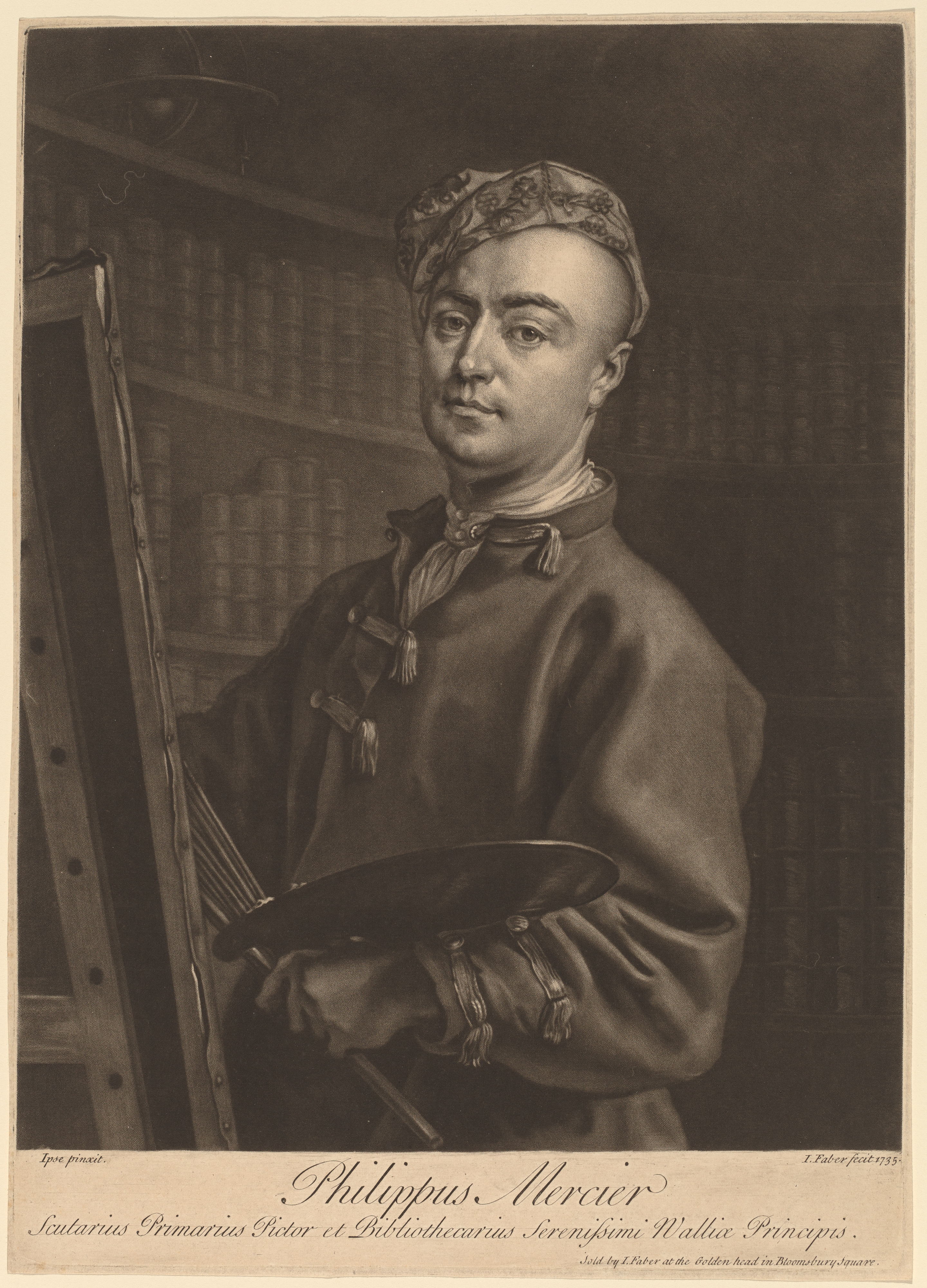
Selbstbildnis, reproduziert von John Faber (1735)

Philippe Mercier, auch Philip Mercier, (geboren 1689 in Berlin; gestorben 18. Juli 1760 in London) war ein französisch-deutscher Maler, Radierer und Bibliothekar, der in London wirkte.

## Leben
Mercier war ein Sohn des Teppichwirkers Pierre Mercier († 22. Juni 1729), der 1686 als Réfugié nach Berlin emigrierte und dort eine Gobelin-Manufaktur gründete, und Marie (geborene Biennouvienne; † 28. Februar 1740). Die Eltern stammten aus Aubusson dans la Marche. Er hatte vier Geschwister, darunter einen jüngeren Bruder Pierre Gabriel Mercier (* 1699), der Graveur wurde.
Er lernte die Malerei an der Academie der Mahl-, Bild- und Baukunst und bei Antoine Pesne in Berlin. Er studierte in Italien und Frankreich. Mercier arbeitete in Hannover beim Prince of Wales, Friedrich Ludwig von Hannover, und gelangte dadurch um 1716 nach England. Er heiratete 1719 Margaret Plante, mit der er zwei Söhne hatte, und nach deren Tod 1735 die Miniatur- und Blumenmalerin Dorothy Clapham, mit der er eine Tochter hatte.
Mercier wurde Hofmaler und Hofbibliothekar in Leicester Fields beim Prince und der Princess of Wales. Seine Porträtbilder wurden unter anderem von Pierre Simon und John Faber nachgestochen. Um 1740 geriet sein Malstil aus der Mode, und er wurde entlassen. Er hielt sich in Yorkshire auf, 1752 war er für ein Jahr in Portugal engagiert und kehrte danach nach London zurück. Seine Tochter Charlotte Mercier wurde ebenfalls Malerin.

Philippe Mercier
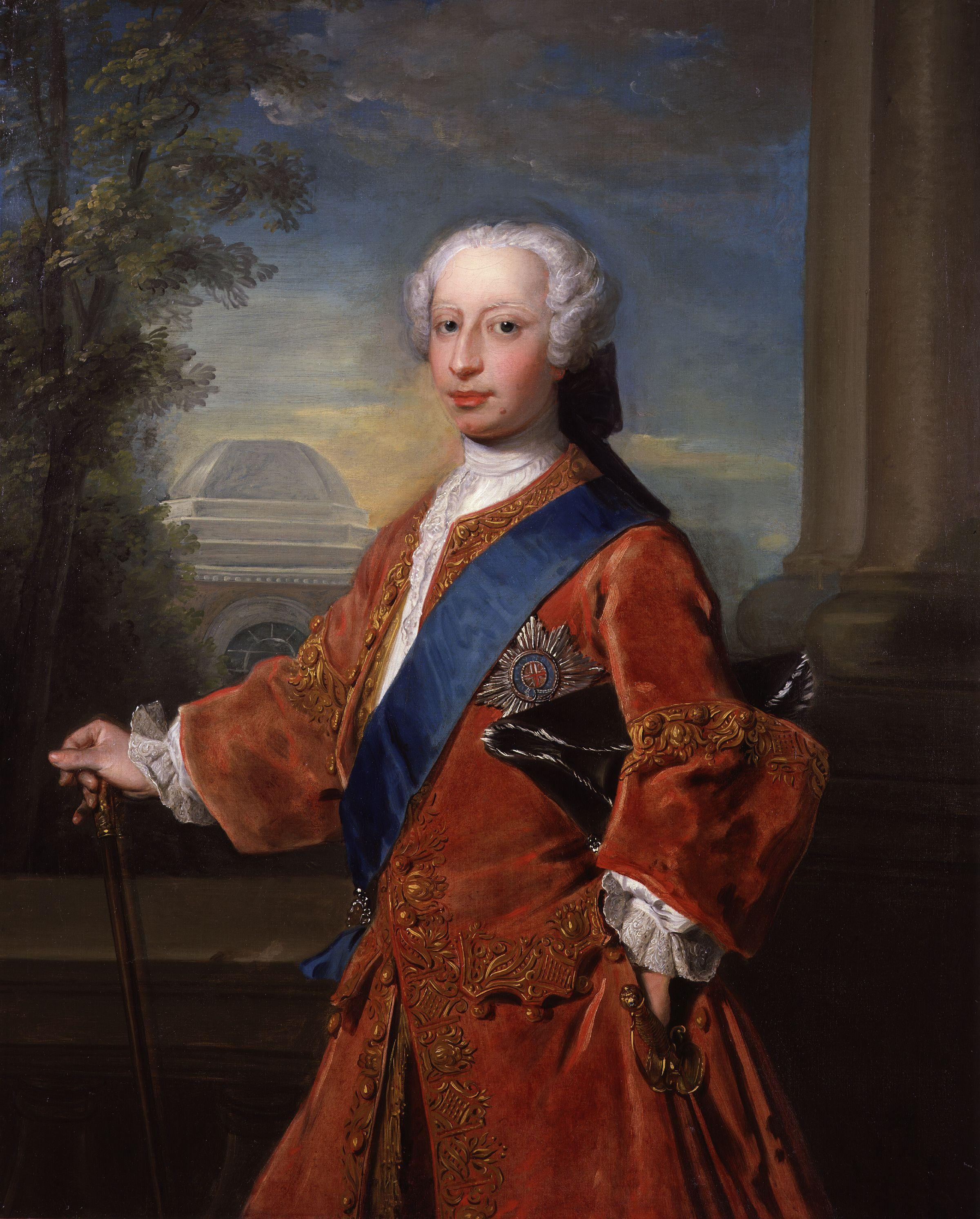
Friedrich Ludwig von Hannover
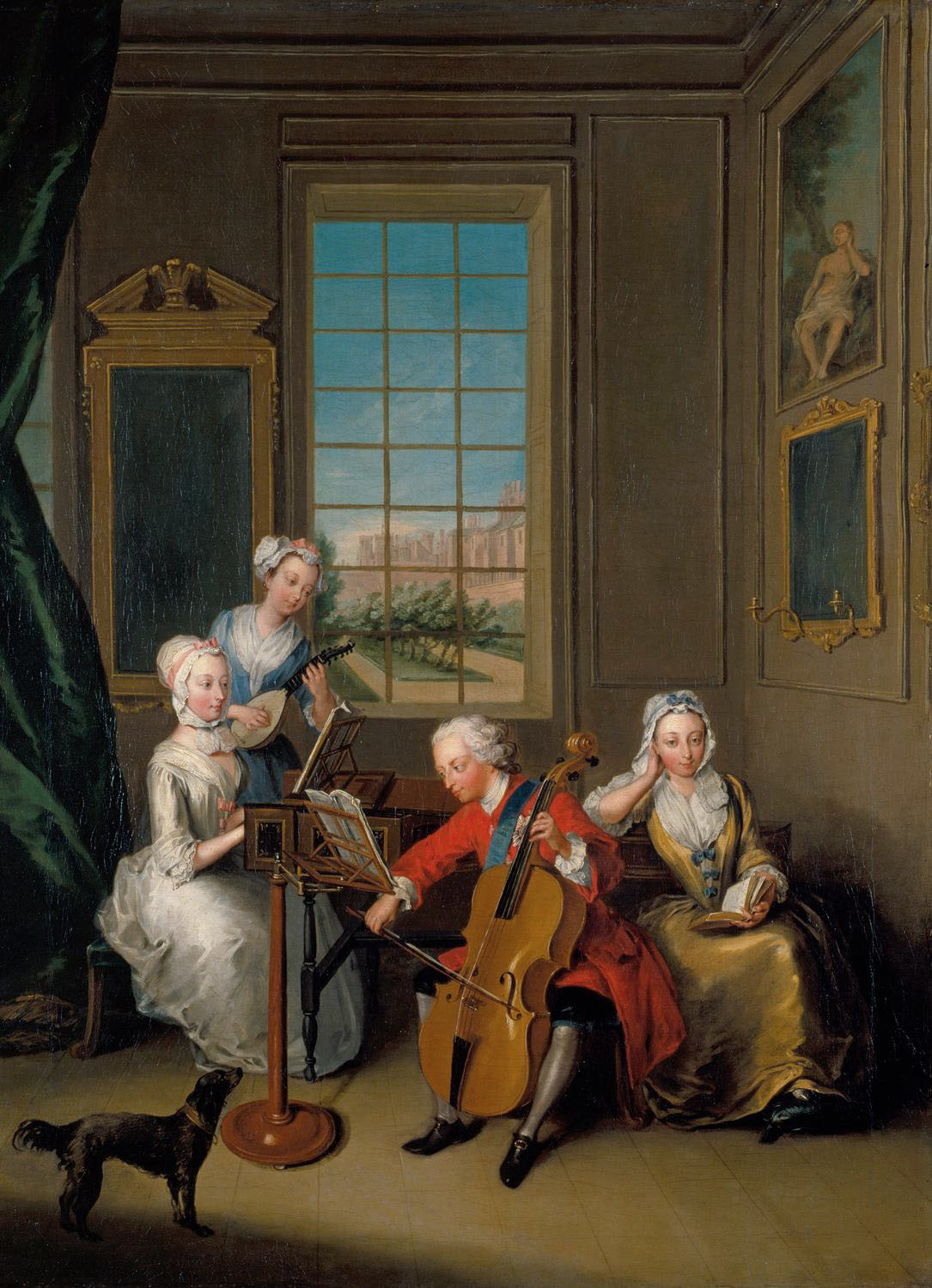
Frederick, Prince of Wales und drei Schwestern
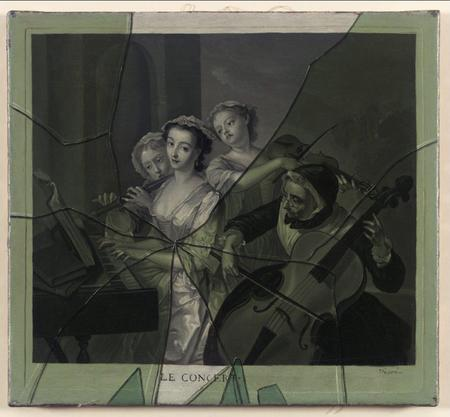
Le concert, Trompe l’oeil, Stich von François-Xavier Vispré
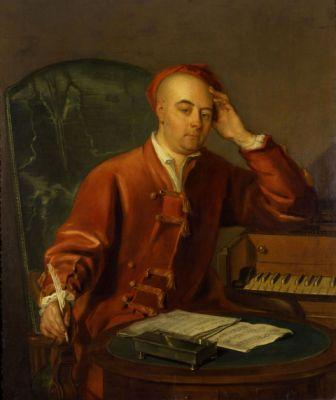
Georg Friedrich Händel
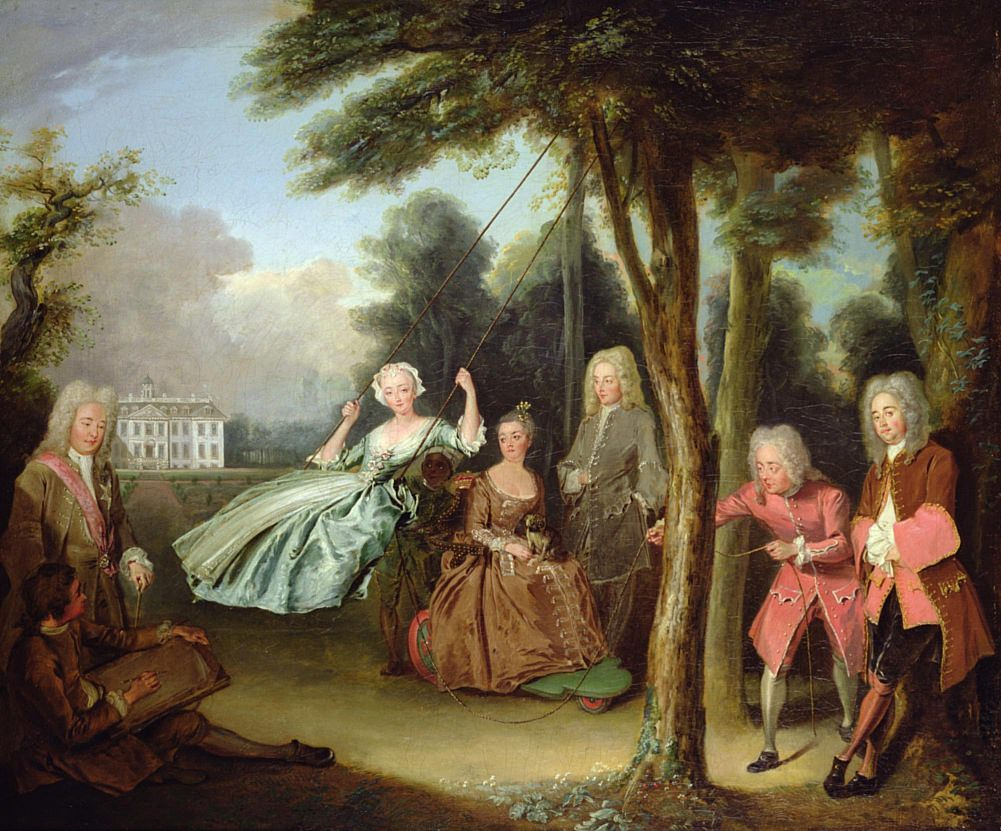
John Brownlow und seine Familie
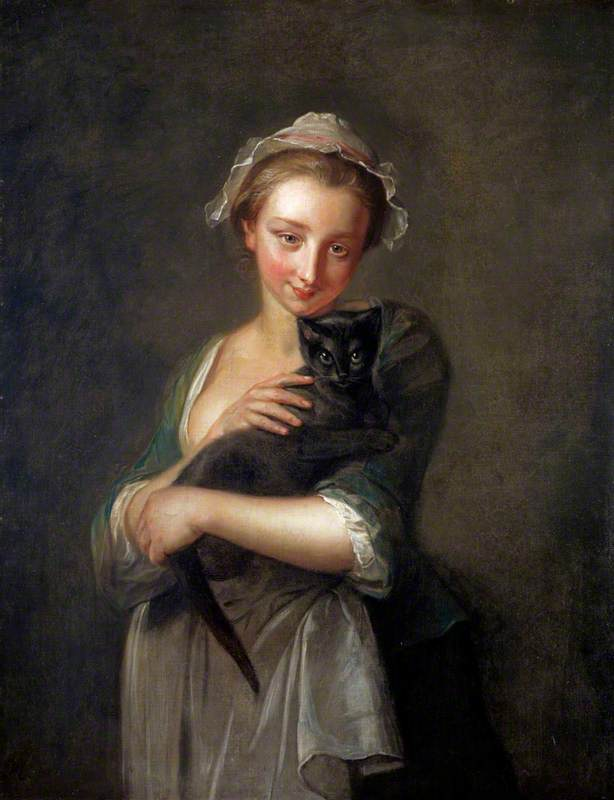
Tochter Charlotte
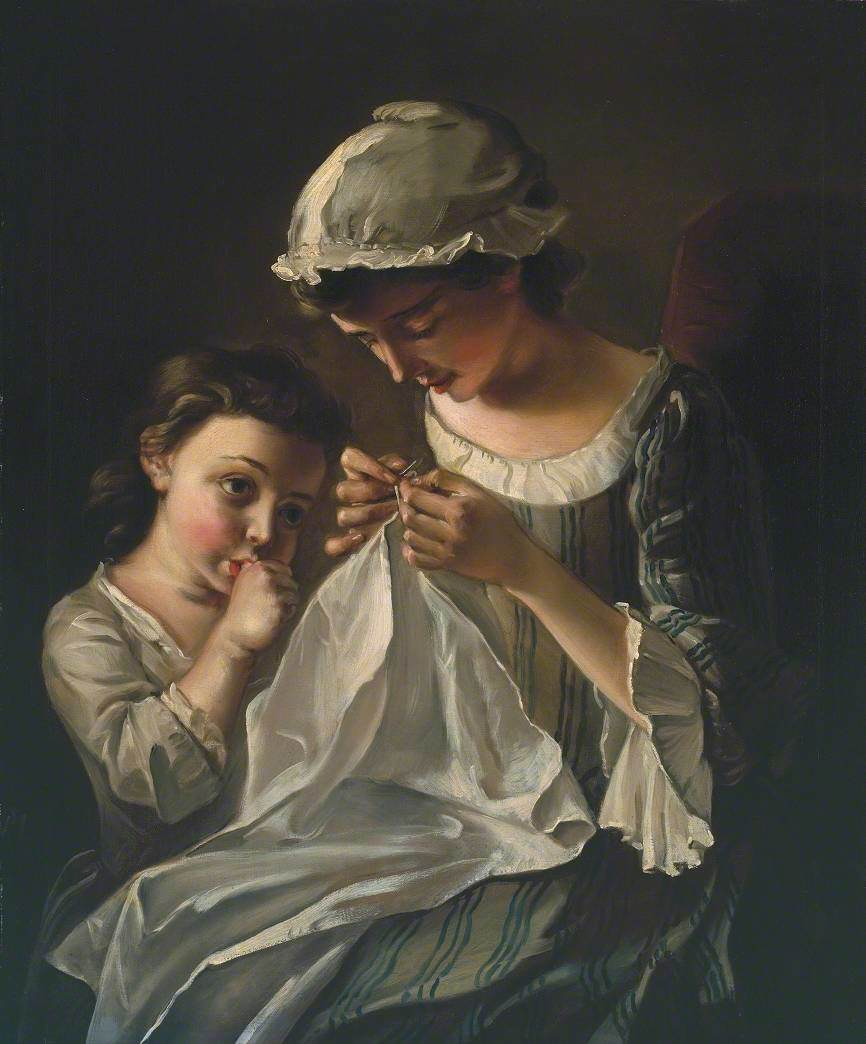
Näherin
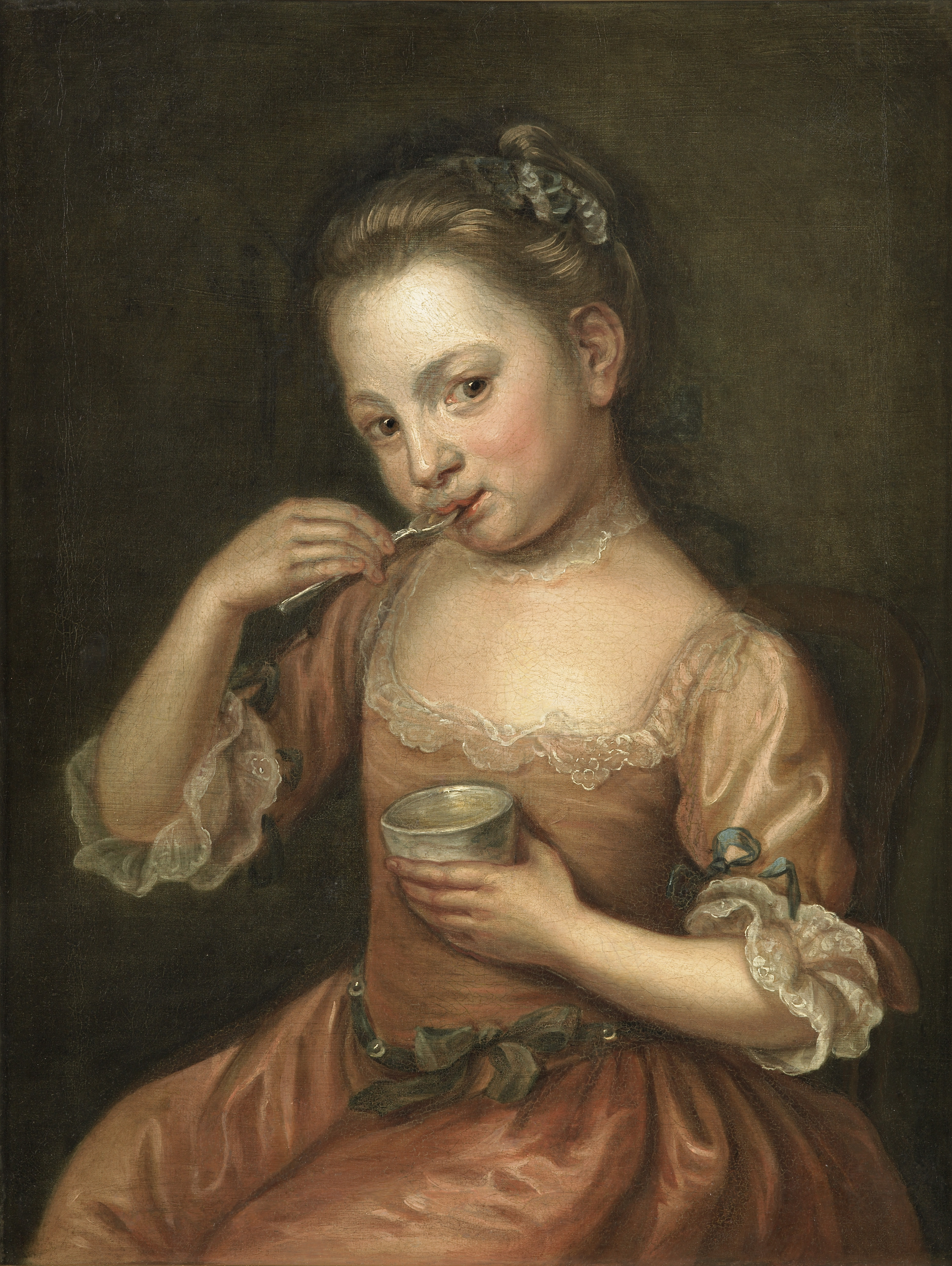
Der Geschmackssinn
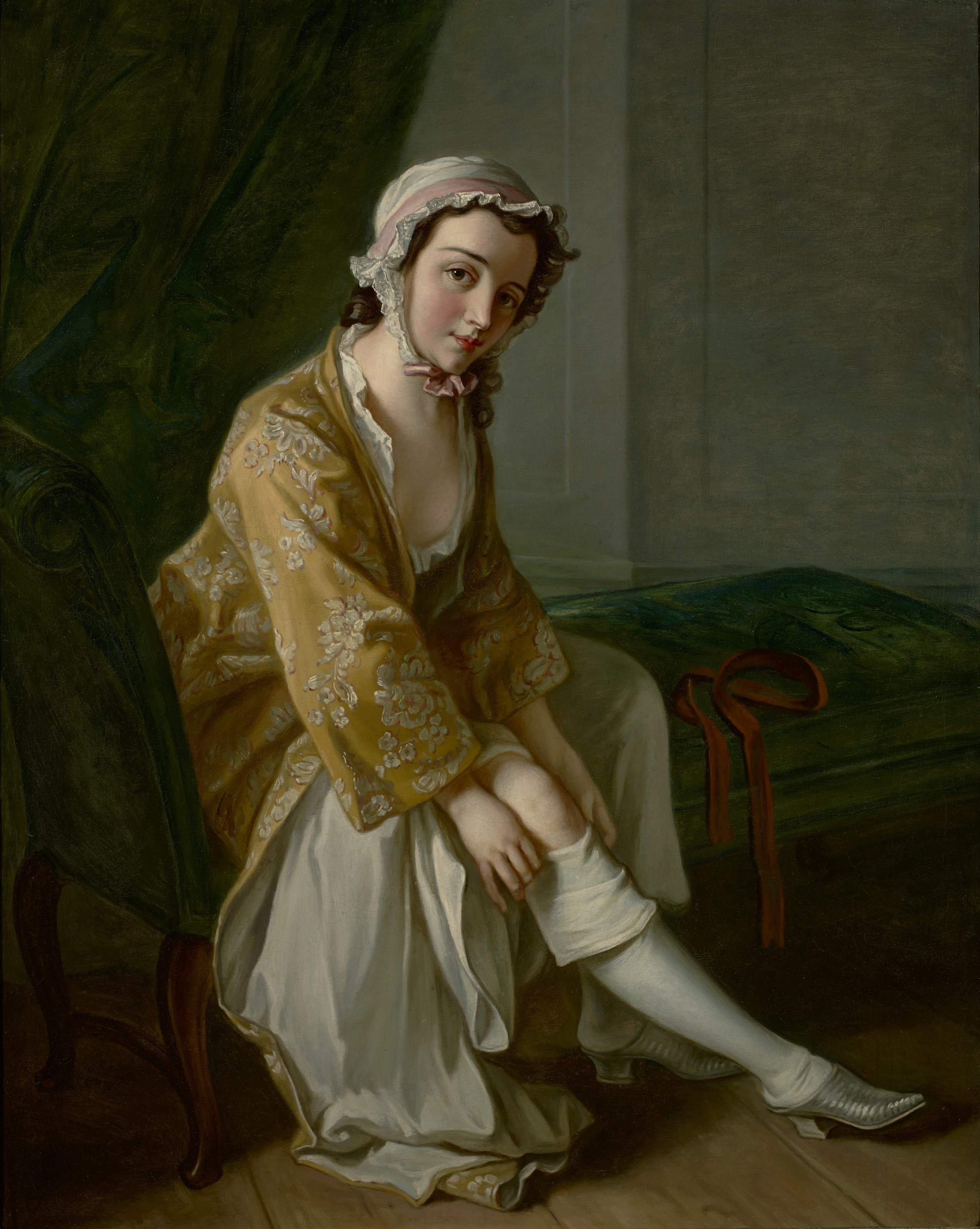
Strümpfe anziehen